# Frederuna
Frederuna (887 – 10. prosince 917) byla západofranská královna, první manželka krále Karla III.
Frederuna byla dcerou hraběte Dětřicha z rodu Immedingů a sestrou Matyldy z Ringelheimu, která se později provdala za východofranského krále Jindřicha I. Ptáčníka.
V roce 907 se provdala za západofranského krále Karla III., se kterým měla celkem šest dcer. Silně věřící a zbožná Frederuna byla svým manželem zapuzena. Zemřela v roce 917 v Lotrinsku. Pochována byla v bazilice v Remeši.

## Potomci
- Ermentruda, manžel Gottfried z Jülichu
- Frederuna
- Adelaida
- Gisela
- Rotruda
- Hildegarda